# 무성 치경 내파음
무성 치경 내파음(無聲齒莖內破音)은 자음의 하나로 이나 잇몸에서 조음되는 무성 내파음이다.

## 같이 보기
- 유성 치경 내파음